# Comunità montana Gelbison e Cervati
La Comunità montana Gelbison e Cervati è una comunità montana campana, in provincia di Salerno. 
L'Ente comprende dieci comuni del territorio cilentano:
- Cannalonga
- Castelnuovo Cilento
- Ceraso
- Gioi
- Moio della Civitella
- Novi Velia
- Orria
- Perito
- Salento
- Vallo della Lucania